# Клуб Сергія Татуляна
Клуб Сергія Татуляна – група українських футбольних суддів, які протягом своєї кар'єри провели у вищій лізі (Прем'єр-лізі) чемпіонату України з футболу 100 і більше офіційних матчів. Названо на честь Сергія Татуляна, який першим відсудив таку кількість матчів.

## Історія створення
У незалежній Україні було створено багато різноманітних символічних клубів гвардійців і голеадорів, згодом з'явилися клуби «100» - для арбітрів та асистентів арбітра. Вони отримали назви на честь піонерів - Сергія Татуляна і Олександра Гордієнка.
Сергій Татулян з міста Києва першим серед арбітрів провів у вищій лізі України 100 матчів. Ця історична подія відбулася 3 квітня 1999 року в Дніпропетровську (матч «Дніпро» - «Ворскла» - 2:0). 
Олександр Гордієнко з міста Дніпропетровська став першим асистентом арбітра, якому вдалося відсудити сотню матчів. Ювілей він відзначив 17 червня 1999 року в Маріуполі, де місцевий «Металург» обіграв тернопільську «Ниву» з рахунком 1:0. До речі, свідком цієї події став ще один член клубу - Сергій Татулян, що разом з іменинником проводив той матч.
А першим українським арбітром, який провів 200 матчів у вищій лізі, став Сергій Шебек. Ця подія відбулася 21 квітня 2007 року, на запорізькій «Славутич-Арені», де в рамках 23-го туру чемпіонату країни місцевий «Металург» зустрічався з донецькими одноклубниками і переміг 2:0.

## Члени клубу
Станом на 4 липня 2014 року:
| #     | Арбітр           | Дата народження                      | Місто            | Сезони                   | Матчі |
| ----- | ---------------- | ------------------------------------ | ---------------- | ------------------------ | ----- |
| 1     | Сергій Шебек     | 14 червня 1960                       | Київ             | 1992/1993–2008/2009 (17) | 226   |
| 2     | Віталій Годулян  | 18 вересня 1968                      | Одеса            | 1997/1998–2013/2014 (17) | 202   |
| 3     | Василь Мельничук | 18 лютого 1957                       | Сімферополь      | 1992–2005/2006 (15)      | 190   |
| 4     | Ігор Іщенко      | 21 лютого 1967                       | Київ             | 1995/1996–2011/2012 (17) | 187   |
| 5     | Ігор Ярменчук    | 10 червня 1957                       | Київ             | 1992–2005/2006 (15)      | 176   |
| 6     | Андрій Шандор    | 5 січня 1966                         | Львів            | 1999/2000–2011/2012 (13) | 150   |
| 7     | Валерій Онуфер   | 10 лютого 1954 (пом. 21 лютого 2011) | Ужгород          | 1992–2002/2003 (12)      | 141   |
| 8     | Сергій Татулян   | 1 березня 1956                       | Київ             | 1992–2001/2002 (11)      | 137   |
| 9     | Сергій Дзюба     | 23 вересня 1958                      | Київ             | 1992/1993–2004/2005 (13) | 136   |
| 10-11 | Анатолій Жосан   | 8 листопада 1959                     | Херсон           | 1995/1996–2007/2008 (13) | 134   |
| 10-11 | Ігор Хіблін      | 2 вересня 1955                       | Хмельницький     | 1992–2003/2004 (13)      | 134   |
| 12    | Вадим Шевченко   | 12 серпня 1956                       | Київська область | 1992–2002/2003 (12)      | 126   |
| 13    | Ігор Покідько    | 15 лютого 1965                       | Полтава          | 2004–2010/2011           | 125   |
| 14    | Євген Абросімов  | 3 вересня 1962                       | Одеса            | 1998/1999–2009/2010 (12) | 121   |
| 15    | Олег Зубарєв     | 28 січня 1966                        | Слов'янськ       | 2001/2002–2010/2011 (10) | 104   |
| 16    | Віктор Швецов    | 22 червня 1969                       | Одеса            | 2005/2006–2013/2014 (9)  | 102   |

## Кандидати в Клуб
Станом на 4 липня 2014 року:
| # | Арбітр            | Дата народження | Місто       | Сезони                                       | Матчі |
| - | ----------------- | --------------- | ----------- | -------------------------------------------- | ----- |
| 1 | Юрій Мосейчук     | 21 квітня 1971  | Чернівці    | 2004/2005–2007/2008, 2010/2011–2013/2014 (8) | 86    |
| 2 | Юрій Можаровський | 2 жовтня 1976   | Львів       | 2006/2007 – 2013/2014 (8)                    | 74    |
| 3 | Сергій Березка    | 19 січня 1972   | Київ        | 2001/2002–2007/2008, 2012/2013–2013/2014 (9) | 71    |
| 4 | Олександр Дердо   | 3 лютого 1979   | Чорноморськ | 2006/2007–2013/2014 (8)                      | 69    |